# Franz Schubert Quartett
Das Franz Schubert Quartett wurde 1974 von Studenten der Wiener Musikhochschule gegründet. Danach erfolgten internationale Tourneen der im Durchschnitt unter 20 Jahre alten Ensemblemitglieder u. a. nach Skandinavien, Benelux und Deutschland.
Unter anderem trat das Ensemble 1989 im Programm der Salzburger Festspiele auf.

## Auszeichnungen
- 1974: 1. Preis beim Internationalen Streichquartett-Wettbewerb der EBU in Stockholm

## Erschienene Tonträger (Auswahl)
Das Ensemble veröffentlichte eine Vielzahl von Tonträgern mit Werken vieler klassischer Komponisten, u. a.:
- Karl Ditters von Dittersdorf – Streichquartette 1, 3–5 (cpo 999 038-2)
- Karl Ditters von Dittersdorf – Streichquartette 2 & 6, Streichquintette in C & G (Julius Berger, Cello) – cpo 999 122-2